# Lawrence Klein
 (août 2022).
Pour les articles homonymes, voir Klein.
Lawrence Robert Klein (né le 14 septembre 1920 à Omaha dans le Nebraska et mort le 20 octobre 2013 à Gladwyne (en) en Pennsylvanie) est un économiste américain.
Pour ses modèles informatiques, utilisés pour évaluer les tendances économiques, ainsi que pour ses travaux économétriques effectués à l'université de Pennsylvanie, il est récompensé du Prix de la Banque de Suède en 1980. Le jury de la Banque royale de Suède récompense en priorité ses travaux sur les modèles économiques, ainsi que leur application à l'analyse des fluctuations et des politiques économiques.

## Biographie
Il est originaire d'une famille juive. Klein est diplômé du Los Angeles City College. Il développe ensuite des modèles informatiques à l'université de Californie à Berkeley. Par la suite, il obtient un Ph.D. du Massachusetts Institute of Technology en 1944.
Il intègre la Cowles Commission for Research in Economics, à l'époque, rattachée à l'université de Chicago. C'est à ce moment qu'il construit un modèle de l'économie des États-Unis qui permet de prévoir le développement des fluctuations économiques et d'étudier les effets des politiques économiques gouvernementales. Après la Seconde Guerre mondiale, Klein utilise ce modèle pour prédire correctement la récession qui fait suite à la fin de la guerre de Corée.
À l'université du Michigan, Klein développe des modèles macro-économiques, notamment le célèbre modèle Klein-Goldberger avec Arthur Goldberger.
Klein se rend ensuite en Angleterre en 1954. Ce départ s'explique par la politique anti-communiste du sénateur Joseph McCarthy. Or, Klein était membre du Parti communiste des États-Unis d'Amérique en 1946 et 1944. Il considère plus tard cet engagement comme une erreur de jeunesse.
En Angleterre, Klein développe un modèle de l'économie du Royaume-Uni à l'université d'Oxford. Puis, il retourne aux États-Unis en 1958 où il rejoint le Département d'économie de l'université de Pennsylvanie. Au début des années 1960, Klein devient le leader du projet « Brookings-SSRC », qui a pour but de construire un modèle économétrique détaillé permettant de prévoir le développement de l'économie américaine à court-terme.
En 1959, il reçoit la médaille John-Bates-Clark.
À la fin des années 1960, il construit le « Wharton Econometric Forecasting Model ». Ce modèle, considérablement plus petit que le modèle Brooking, lui confère une très bonne réputation dans les analyses des fluctuations économiques. Il intègre des paramètres aussi variés que le produit national brut, les exportations, les investissements, la consommation, et permet d'étudier les effets qui adviennent lorsque des modifications affectent la taxation, le prix du pétrole, etc.
En 1976, Klein est conseiller auprès de Jimmy Carter avant l’élection présidentielle. Mais il préfère ne pas se joindre à l'administration Carter. Il a également été président de l'Econometric Society et de l'American Economic Association. Il est membre étranger de l'Académie roumaine.

## Publications
- (en) An essay on the theory of economic prediction (avec Jaime Marquez, ????)  (ISBN 0-8410-2005-1)
- (en) Economic Fluctuations in the United States, 1921-41 (1950)
- (en) An Econometric Model of the United States, 1929-52 (avec AS Goldberger, 1955)
- (en) The Keynesian Revolution, 1946  (ISBN 0-333-08131-5)
- (en) The Wharton Econometric Forecasting Model (avec MK Evans, 1967)
- (en) A Textbook of Econometrics, 1973  (ISBN 0-13-912832-8)
- (en) The Brookings Model (With Gary Fromm., 1975)
- (en) Econometric Model Performance (1976)
- (en) An Introduction to Econometric Forecasting and Forecasting Models, 1980  (ISBN 0-669-02896-7)
- (en) Econometric Models As Guides for Decision Making, 1982  (ISBN 0-02-917430-9)
- (en) The Economics of Supply and Demand, 1983
- (en) Economics, Econometrics and The LINK (avec M Dutta, 1995)  (ISBN 0-444-81787-5)